# カントル (教会音楽家)
カントル（英語: cantor, ドイツ語: Kantor）は、キリスト教音楽の指導者。カントルはカトリックとプロテスタントで使用される名称であり、正教会では「プロトプサルティス」（ギリシア語: πρωτοψάλτης、第一歌手）と呼ばれる。またユダヤ教にも「ハッザーン」と呼ばれる同様の役職がある。
カントルの任務は、典礼の時に会衆の歌にオルガンなどで伴奏をつけたり、聖歌隊の合唱指揮者を務めたり、さらにカンタータの演奏では合唱と管弦楽の双方の指揮者を務めなければならない。ドイツ中部ではカントルと教師は同一の概念であったので、教会付属学校の教師の役割も果たさなければならなかった。
なお、多くのカントルが作曲家を兼ねた。もっとも有名なカントルとして、ライプツィヒの聖トーマス教会のカントル（トーマスカントル）であったヨハン・ゼバスティアン・バッハと、ハンブルクの5つの主要教会のカントル（ヨハネスカントル）であったゲオルク・フィリップ・テレマンの2人があげられる。